# Picnidio

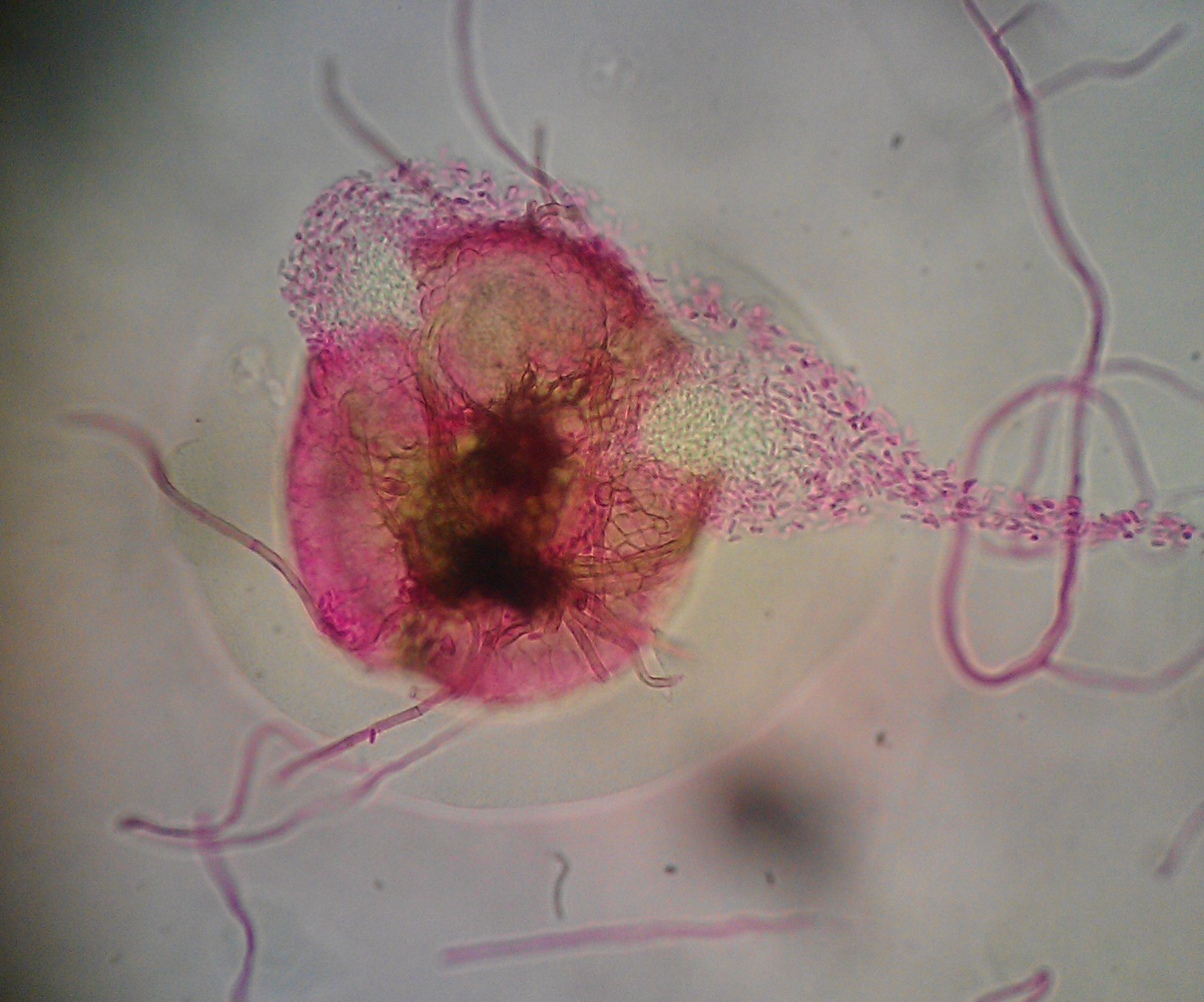
Picnidio Phoma-Coelomycetes

Un picnidio (pl. picnidi) è un corpo fruttifero asessuato prodotto da funghi mitosporici appartenenti all'ordine delle Sphaeropsidales (Deuteromycota, Coelomycetes). 

## Descrizione
I picnidi hanno forma sferica o a pera rovesciata. La loro cavità interna è rivestita di conidiofori.
A maturità compare generalmente un'apertura alla sommità attraverso la quale vengono rilasciate le picnidiospore.